# Irish League 1967-1968
L'Irish League 1967-1968 è stata la 67ª edizione della prima divisione del campionato nordirlandese di calcio.
Il campionato era formato da dodici squadre e il Glentoran vinse il titolo. Non vi furono retrocessioni.

## Classifica finale
| Pos. | Squadra          | G  | V  | N | P  | GF | GS | Punti |
| ---- | ---------------- | -- | -- | - | -- | -- | -- | ----- |
| 1    | Glentoran        | 22 | 17 | 3 | 2  | 79 | 24 | 37    |
| 2    | Linfield         | 22 | 16 | 4 | 2  | 85 | 32 | 36    |
| 3    | Coleraine        | 22 | 15 | 5 | 2  | 76 | 33 | 35    |
| 4    | Ards             | 22 | 14 | 2 | 6  | 51 | 34 | 30    |
| 5    | Derry City       | 22 | 11 | 1 | 10 | 51 | 54 | 23    |
| 6    | Glenavon         | 22 | 9  | 4 | 9  | 51 | 45 | 22    |
| 7    | Ballymena United | 22 | 8  | 3 | 11 | 55 | 63 | 19    |
| 8    | Crusaders        | 22 | 5  | 8 | 9  | 57 | 59 | 18    |
| 9    | Portadown        | 22 | 8  | 1 | 13 | 34 | 57 | 17    |
| 10   | Distillery       | 22 | 6  | 1 | 15 | 33 | 62 | 13    |
| 11   | Bangor           | 22 | 3  | 3 | 16 | 39 | 89 | 9     |
| 12   | Cliftonville     | 22 | 2  | 1 | 19 | 26 | 85 | 5     |

G = Partite giocate; V = Vittorie; N = Nulle/Pareggi; P = Perse; GF = Goal fatti; GS = Goal subiti; 